# Apaturie
Le apatùrie (in greco antico: Ἀπατούρια?) erano delle festività religiose o tribali dell'antica Grecia, soprattutto di Atene e della Ionia. Di origine ionica, la festa era erede dei riti di iniziazione protostorici diffusi in tutta la Grecia.

## Etimologia
Uno scoliaste negli Acarnesi fa derivare il termine greco Ἀπατούρια da α (con valore copulativo) + πατήρ ("padre"): le apaturie sarebbero la festa "di quanti hanno lo stesso padre", ossia la festa delle fratrie.
Una leggenda greca faceva invece risalire l'origine del termine Ἀπατούρια al vocabolo ἀπάτη ("frode"/"astuzia"). Nel corso di una guerra fra Atene e la Beozia, Melanto, in rappresentanza del re di Atene Timete, avrebbe sconfitto nel duello finale il re beota Xanto con un trucco: lo avrebbe accusato di barare facendosi aiutare da un amico che stava al suo fianco; Xanto si sarebbe voltato per vedere la persona indicata da Melanto e l'ateniese ne avrebbe approfittato per ucciderlo.

## Atene

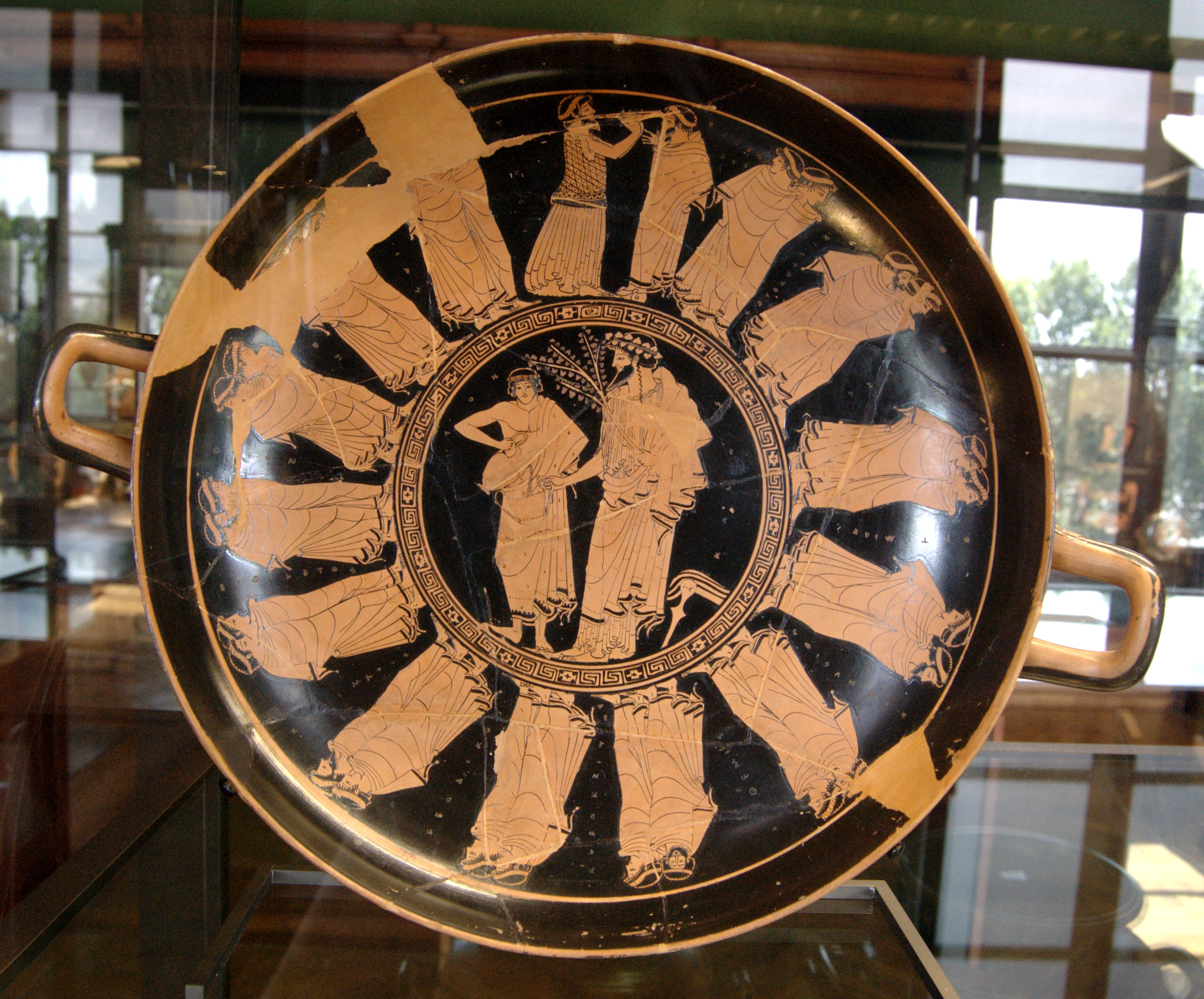
Processione di uomini e ragazzi, probabilmente nella festa delle apaturie

Ad Atene le apaturie venivano celebrate nel mese di Pianepsione (ottobre-novembre), erano connesse al sistema delle fratrie che componevano la polis e avevano un ruolo di stato civile, dato che in questa occasione si formalizzavano eventi avvenuti nell'ultimo anno: le nuove nascite, i matrimoni con spose provenienti da un'altra fratria e il passaggio dall'adolescenza all'efebia.
Le apaturie duravano tre giorni:
1. Nel primo giorno, detto "Dorpìa" (Δορπία, "cena"), in ciascuna fratria, si partecipava a un banchetto in comune;
2. Nel secondo giorno, detto "Anàrrusi" (ἀνάρρυσις, "sacrificio"), si compivano sacrifici agli dei protettori della fratria (Zeus Fratrio, Atena Fratria, Apollo Fratrio, oltre a "dei fratrii" non meglio identificabili);
3. Nel terzo giorno, detto "Cureòtide" o "Giorno della tosatura" (Κουρεῶτις, da kûros, "ragazzo", o da kurèo, "taglio"), i capifamiglia presentavano alla fratria i figli nati nel corso dell'ultimo anno, sia quando questi nascevano (la loro registrazione doveva tuttavia essere approvata dalla fratria), sia quando raggiungevano l'età della efèbia (sacrificio forse detto kureotis), sia quando, con il matrimonio, la sposa entrava a far parte della fratria del proprio sposo (sacrificio forse detto gamèlia). Il padre giurava sulla legittimità del bambino, si offriva una ciocca dei suoi capelli ad Artemide, e il bambino veniva iscritto nel registro dei cittadini[5][6].

I membri dell'assemblea della fratria votavano allora il ricevimento del neonato o della neosposa in seno alla fratria: se il voto era negativo il padre poteva ricorrere in tribunale; se il tribunale dava ragione al padre, il bambino era ricevuto nella fratria e quelli che si erano opposti potevano essere condannati ad una multa. Durante la festa, la navigazione veniva sospesa.
Dall'esistenza di questa festa si può dedurre che i principali "riti di passaggio", tra cui quello dell'adolescenza, venivano celebrati in seno alla fratria. Nella religione greca ogni festa è propria di qualche divinità, qui non abbiamo però una risposta univoca. Zeus Phrathrios e Atena Phrathria vi avevano una parte importante ed erano sicuramente subentrati agli anonimi precedenti theoi frathrioi.
Il taglio dei capelli spettava ad Artemide, l'oinisterìa, ossia il taglio delle unghie, ad Eracle, e si sacrificava anche a Dionisio che ha parte nel mito eziologico della festa, in cui si parla di una guerra antichissima fra Atene e la Beozia sostituita da una monomachia.
Le Apaturie, per la loro caratteristica di unire le varie famiglie, giocarono un ruolo determinante nel processo delle Arginuse, contribuendo significativamente alla condanna degli strateghi sotto accusa.

## Ionia
Anche nella Ionia le Apaturie si celebravano in autunno nell'ambito delle fratrie.
Secondo Erodoto, le apaturie erano celebrate dalle principali città della Ionia, con l'eccezione notevole di Efeso e di Colofonia, perché le città della Ionia "discendevano" da Atene.